# Gp120
La gp120 és una glicoproteïna situada a la superfície de l'estructura de l'HIV. El nombre 120 fa referència al seu pes molecular de 120 kilodaltons. La gp120 és essencial per l'entrada de virus a les cèl·lules. Així, té un paper vital en la recerca de receptors específics per l'entrada de molècules. Fou descoberta l'any 1988 per investigadors de la Universitat Harvard.
L'estructura de cristall de gp120, forma complex amb D1D2 i CD4 i un anticòs Fab i va ser proposada per Peter Wo Kwong el 1988. Està organitzada amb un dominini extern i un d'intern, aquest últim amb plegament beta. El gen de la gp120, l'env, té una llargada aproximada de 1.5kb (quilobases) i codifica al voltant de 500 aminoàcids. Tres gp120s, s'uneixen en forma d'heterodímer cap a la glicoproteïna transmembrana. Es creu que la gp41 es combina en un trímer per formar la punta de l'embolcall, la qual està relacionada en la unió virus-cèl·lula.
El virus de la immunodeficiència adquirida (VIH) pot mutar freqüentment una gran regió de l'estructura del seu genoma propera als seus punts d'unió. La glicoproteïna gp120 està ancorada a la membrana viral, o l'embolcall, per enllaços no covalents amb la proteïna transmembrana gp41.
Està relacionada amb l'entrada a les cèl·lules per unió amb el receptor CD4, particularment cèl·lules T-"helper" (també anomenades cèl·lules T auxiliars o col·laboradores). L'enllaç amb la CD4 és bàsicament electroestàtic, encara que també hi participen enllaços de forces febles com són els de Van Der Waals i els ponts d'hidrogen.

## La variabilitat de la gp120
L'evolució de la gp120 és d'especial interés, ja que té un paper vital en l'habilitat del virus VIH per entrar a la cèl·lula. Les seves característiques li permeten creuar la barrera hematoencefàlica i afectar les cèl·lules del cervell. Molts anticossos s'uneixen a llocs situats en regions variables de la gp120, així, les mutacions en aquests punts seran més significatives. La diversitat de "env" ha estat demostrat que ha augmentat entre 1-2% per any en el VIH-1 grup M i hi ha forces unitats variables per canvis ràpids en seqüències d'aminoàcids. L'increment de variabilitat de gp120 provoca elevats nivells de replicació viral. Això ens indica un augment de la resistència viral en individus infectats per diferents variants de VIH-1. Estudis posteriors han demostrat que la variabilitat en llocs "N-linked" glicosilats (Potential N-linked Glycosylation Sites o PNGSs) també desemboca en un augment de la resistència viral. Els PNGSs permeten unions des de cadenes llargues de carbohidrats fins a regions de gran variabilitat de gp120. Així, els autors fan la hipòtesi que el nombre de PNGSs en "env" podria afectar la resistència viral donant-li al virus més o menys sensibilitat a la neutralització d'anticossos. La presència de cadenes de carbohidrats llargues en la gp120 podria ser que impedís la coberta d'anticossos. La relació entre la gp120 i els anticossos neutralitzadors és un exemple de dinàmica revolucionària "Reina vermella". Aquesta hipòtesi afirma la necessitat d'una millora continua de l'espècie per tal de mantenir l'statu quo. Per la coberta proteica del virus és necessària una contínua adaptació evolucionaria per mantenir la resistència relativa per poder continuar les evolucions que puguin ser adaptatives de l'hoste immune neutralitzant anticossos i vice-versa formant un sistema coevolutiu.
Estudis in silico indiquen que aquesta notable capacitat d'adaptació de la gp120 és clau per entendre el mecanisme que permet al VIH aixecar la camisa a les quimiocines i als receptors d'infecció CD4.

## Les vacunes diana de gp120
Ja que la unió al receptor CD4 és el pas clau en la infecció per VIH, la gp120 ha estat des del seu coneixement de la seva existència una de les primeres dianes en la recerca sobre el sida. S'han fet esforços per desenvolupar vacunes a la diana gp120 per al VIH. De totes maneres, l'estudi no ha estat fàcil degut a les dificultats que presenta l'estructura química de la gp120 la qual fa difícil als anticossos unir-s'hi. La gp120 també pot escapar-se de la superfície del virus i ser capturada per  cèl·lules T degut a la pèrdua de la unió amb la gp41. S'ha identificat una regió conservada en la glicoproteïna gp120 relacionada en l'inestable "attachment" d'ella amb CD4 gràcies a un anticòs neutralitzador general (b12).
La recerca presentada a la International AIDS Conference celebrada a Ciutat de Mèxic el 2008 va proporcionar la possibilitat d'una nova vacuna basada en anticossos que hidrolitza o parteix la gp120, tornant-se així incapaç d'unir-se al limfòcit. Aquesta unió és el primer pas en el procés d'infecció per VIH. L'anticòs, IgA, és present en tots els sers humans. El seu potencial per combatre el VIH va ser per primer cop reconegut en pacients amb lupus, els quals presentaven tant resistència anormal al VIH com una concentració anormal altíssima de IgA.

## Competició
La proteïna gp120 és necessària durant l'enllaç inicial del VIH amb la seva cèl·lula diana. En conseqüència, qualsevol cosa que s'uneixi a les dianes gp120 pot bloquejar-les d'unir-se a una cèl·lula siguent físicament al mig del seu camí. Estem parlant de tòxics del sistèma immunitari com ara l'anticòs anti CD4 monoclonal OKT4. Aquests mecanismes de bloqueig són uns dels camps de treball dels investigadors de l'Institut de Recerca de la Sida i del Programa HIVACAT.
El EGCG (en anglès: Epigallocatechin gallate) és un flavonoide que trobem en el te verd i s'uneix al mateix receptor CD4 que la gp120, competint positivament per aquest receptor. Les concentracions de EGCG de 0.2mmols/L -quantitat que trobem en una o dos tasses de te verd, uns 71 mg per tassa- redueixen temporalment les unions de gp120 amb CD4 en un 40%. De totes maneres són necessaris més estudis per confirmar-ho i observar possibles efectes pràctics. Per exemple, unint-se a CD4, la substància flavonoide podria disminuir la progressió de la SIDA però podria alhora atraure una resposta d'anticossos contra la flavonoide no humana que podria destruir el sistema immunitari. Un aspecte important dels EGCG és que, a diferència de les drogues antivirals, poden penetrar la BHE i podrien ajudar a prevenir la demència relacionada amb el SIDA.